# Șuleakî, Jașkiv
Șuleakî (în ucraineană Шуляки) este o comună în raionul Jașkiv, regiunea Cerkasî, Ucraina, formată numai din satul de reședință.

## Demografie
Componența lingvistică a comunei Șuleakî
     Ucraineană (98,82%)
     Rusă (1,18%)
Conform recensământului din 2001, majoritatea populației comunei Șuleakî era vorbitoare de ucraineană (98,82%), existând în minoritate și vorbitori de rusă (1,18%).